# Johannisberg (Oberviechtach)

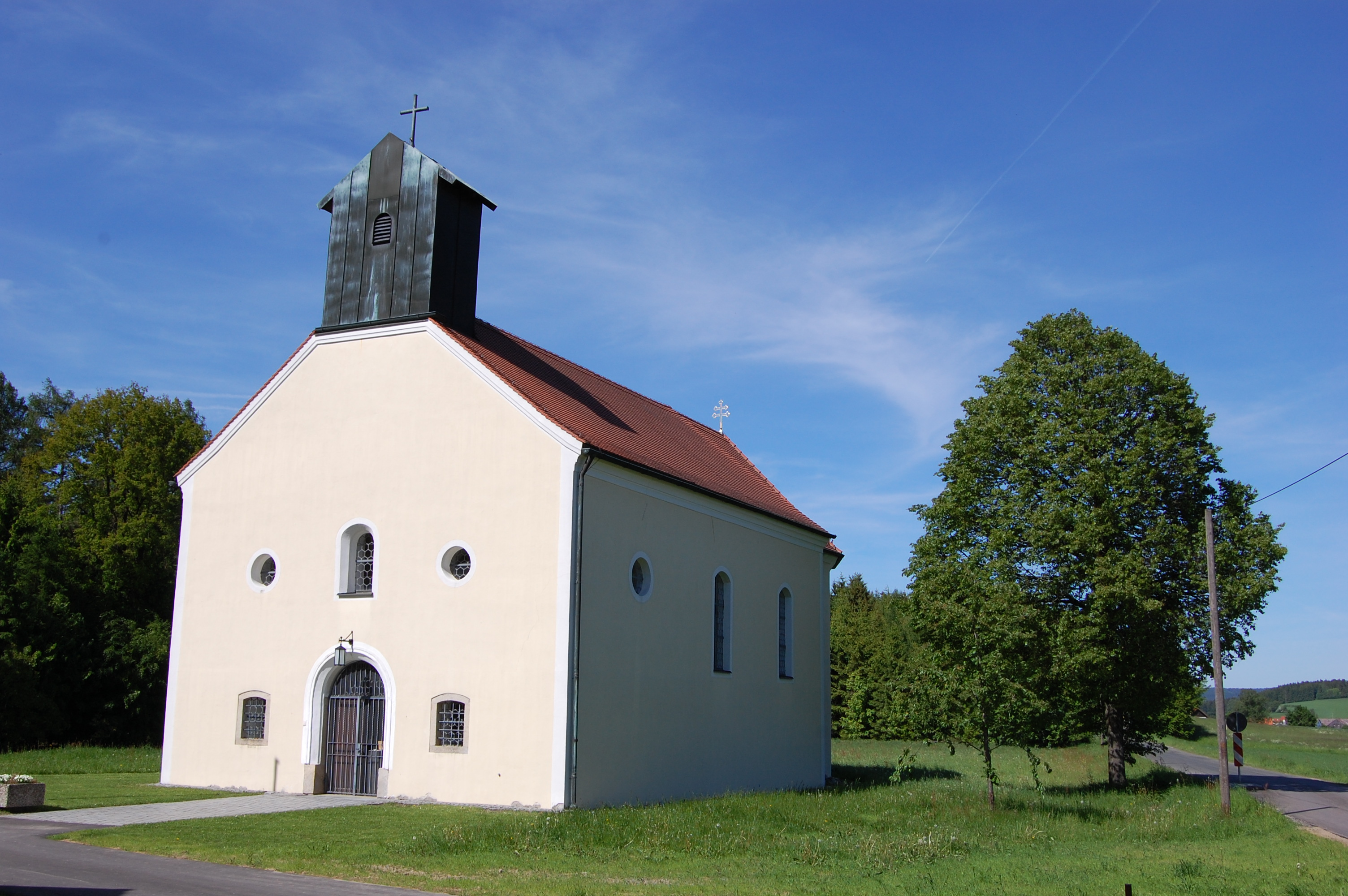
Kirche am Johannisberg (2009)

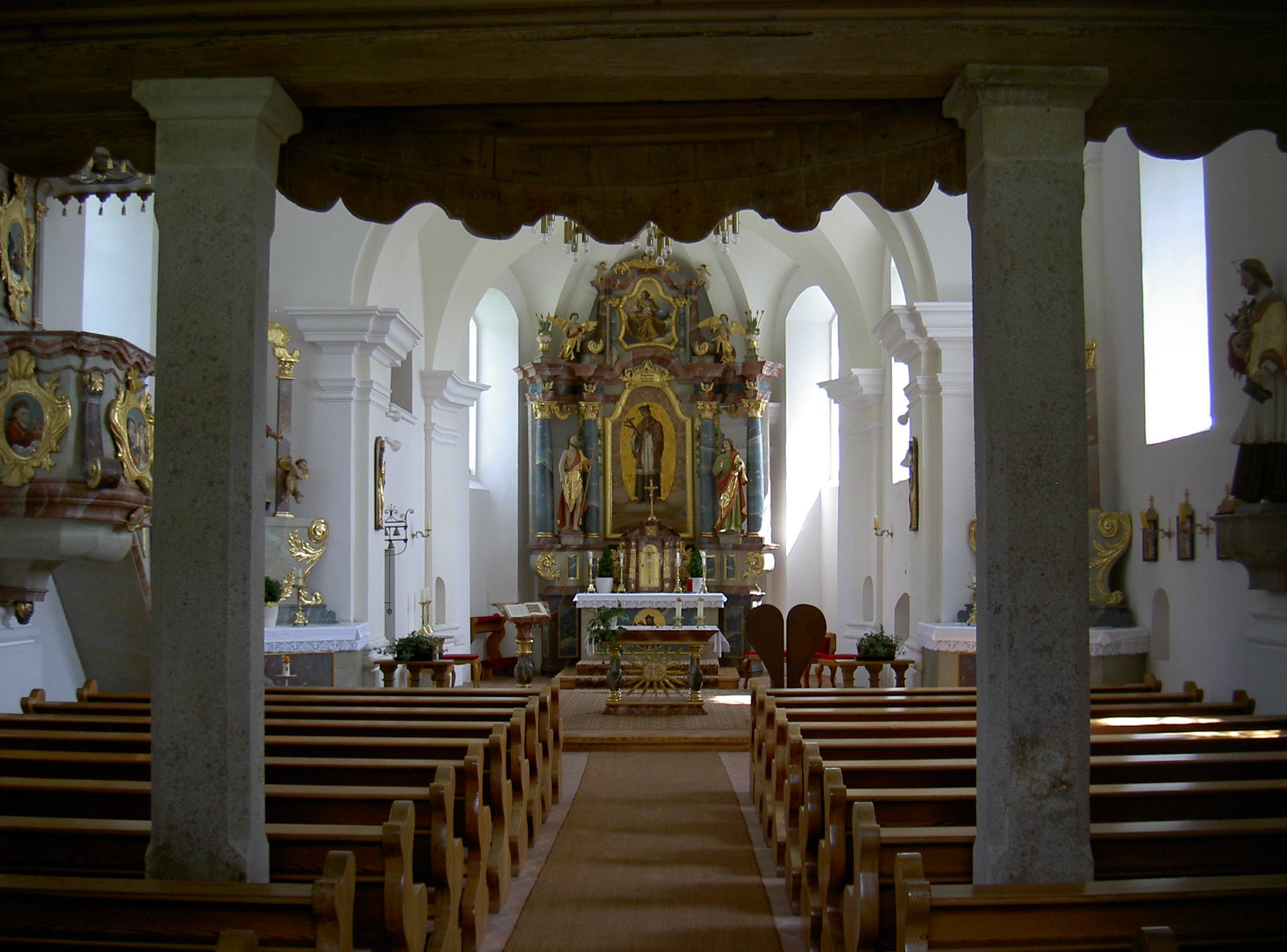
Johannisberg Wallfahrtskirche St. Nepomuk, innen

Johannisberg ist ein Ortsteil der Stadt Oberviechtach im Oberpfälzer Landkreis Schwandorf (Bayern).

## Geographische Lage
Johannisberg liegt etwa 500 m südlich der Ostmarkstraße und ungefähr zwei Kilometer südöstlich von Oberviechtach
auf dem Südostrand des Oberviechtacher Granitbeckens.

## Geschichte
1732 wurde die Wallfahrtskirche St. Johannes Nepomuk erbaut, aber erst am 22. September 1974 geweiht.
Sie enthält eine wertvolle barocke Ausstattung und spätgotische Holzfiguren.
An den Bitttagen findet eine Prozession zu dieser Kirche statt.
Zum Stichtag 23. März 1913 (Osterfest) wurde Johannisberg als Teil der Pfarrei Oberviechtach mit zwei Häusern und 15 Einwohnern aufgeführt.
Noch bis in die 1970er Jahre gab es am Johannisberg vereinzelt Uhus und Auerhähne.
Durch die damals durchgeführte Flurbereinigung wurden deren Lebensräume zerstört und die letzten Exemplare wurden durch Bejagung ausgerottet.
Am 31. Dezember 1990 hatte Johannisberg 18 Einwohner und gehörte zur Pfarrei Oberviechtach.